# Darrell Wesh
Darrell Wesh (ur. 21 stycznia 1992) – haitański lekkoatleta specjalizujący się w biegach sprinterskich. Do połowy 2015 roku reprezentował Stany Zjednoczone. 
Złoty medalista mistrzostw NACAC do lat 23 w sztafecie 4 × 100 metrów (2012). Po zmianie barw narodowych osiągnął półfinał 100 metrów na igrzyskach panamerykańskich w Toronto. Uczestnik halowych mistrzostw świata w Portland oraz olimpijczyk z Rio de Janeiro (2016).
Jego siostrą jest sprinterka Marlena Wesh.

## Osiągnięcia
| Rok                              | Impreza                       | Miejsce        | Konkurencja             | Lokata     | Wynik |
| -------------------------------- | ----------------------------- | -------------- | ----------------------- | ---------- | ----- |
| Reprezentacja: Stany Zjednoczone |                               |                |                         |            |       |
| 2012                             | Młodzieżowe mistrzostwa NACAC | Irapuato       | sztafeta 4 × 100 metrów | 1. miejsce | 38,94 |
| Reprezentacja: Haiti             |                               |                |                         |            |       |
| 2015                             | Igrzyska panamerykańskie      | Toronto        | bieg na 100 metrów      | półfinał   | 10,32 |
| 2015                             | Mistrzostwa NACAC             | San José       | bieg na 100 metrów      | eliminacje | 10,39 |
| 2016                             | Halowe mistrzostwa świata     | Portland       | bieg na 60 metrów       | eliminacje | 6,77  |
| 2016                             | Igrzyska olimpijskie          | Rio de Janeiro | bieg na 100 metrów      | eliminacje | 10,39 |

## Rekordy życiowe
- Bieg na 60 metrów (hala) – 6,57 (2013)
- Bieg na 100 metrów – 10,14 (2013)
- Bieg na 200 metrów – 20,70 (2013)

Do zawodnika należą aktualne rekordy Haiti w biegu na 60 metrów w hali (6,62 w 2016) i w biegu na 100 metrów (10,19 w 2016).